# Megadrepana brunneata
Megadrepana brunneata är en fjärilsart som beskrevs av Embrik Strand 1912. Megadrepana brunneata ingår i släktet Megadrepana och familjen mätare. Inga underarter finns listade i Catalogue of Life.